# South Pine River
South Pine River är ett vattendrag i Australien. Det ligger i delstaten Queensland, omkring 21 kilometer norr om delstatshuvudstaden Brisbane.
Runt South Pine River är det i huvudsak tätbebyggt. Runt South Pine River är det tätbefolkat, med 947 invånare per kvadratkilometer. Genomsnittlig årsnederbörd är 1 434 millimeter. Den regnigaste månaden är januari, med i genomsnitt 283 mm nederbörd, och den torraste är oktober, med 22 mm nederbörd.